# 杜氏 (許延)
杜氏（?—?），西晉時期益州別駕許延的妻子。許延被李骧殺死後，李驤想讓杜氏成為自己的妻子，杜氏在丈夫尸體旁邊大哭，還怒罵李驤：「你們這幫逆賊大逆不道，活不長久！我是堂堂杜家女，怎麼會當賊人的老婆！要殺快殺！」李驤大怒，將其殺死。

## 延伸阅读
[在维基数据编辑]
 《晉書·卷096》，出自房玄齡《晉書》